# Estes Park
Estes Park is een plaats (town) in de Amerikaanse staat Colorado, en valt bestuurlijk gezien onder Larimer County. Estes Park werd vernoemd naar Joel Estes, die in 1859 de gemeenschap stichtte.
Estes Park ligt vlak bij een oostelijke ingang van het Rocky Mountain National Park en de Big Thompson River loopt door de plaats. Arapaho, maar ook Ute en Apachen verbleven en jaagden hier vóór de komst van de eerste blanken.
In het centrum ligt Lake Estes met aan de oostelijke zijde de Olympus Dam die hydro-elektriciteit levert. Het geloosde water wordt via de Big Thompson River afgevoerd. De rivier heeft gezorgd voor het ontstaan van de Big Thompson Canyon. De weg langs de Big Thompson Canyon verbindt Estes Park met Loveland. Estes Park werd zwaar beschadigd toen de Lawn Lake Dam in juli 1982, een twintigtal km ten noordwesten begaf door een te hoog waterpeil.
Bij de volkstelling in 2000 werd het aantal inwoners vastgesteld op 5413.
In 2006 is het aantal inwoners door het United States Census Bureau geschat op 6006, een stijging van 593 (11.0%).

## Geografie
Volgens het United States Census Bureau beslaat de plaats een oppervlakte van
15,2 km², waarvan 15,1 km² land en 0,1 km² water. Estes Park ligt op ongeveer 2733 m boven zeeniveau.

## Plaatsen in de nabije omgeving
De onderstaande figuur toont nabijgelegen plaatsen in een straal van 40 km rond Estes Park.

## Galerij

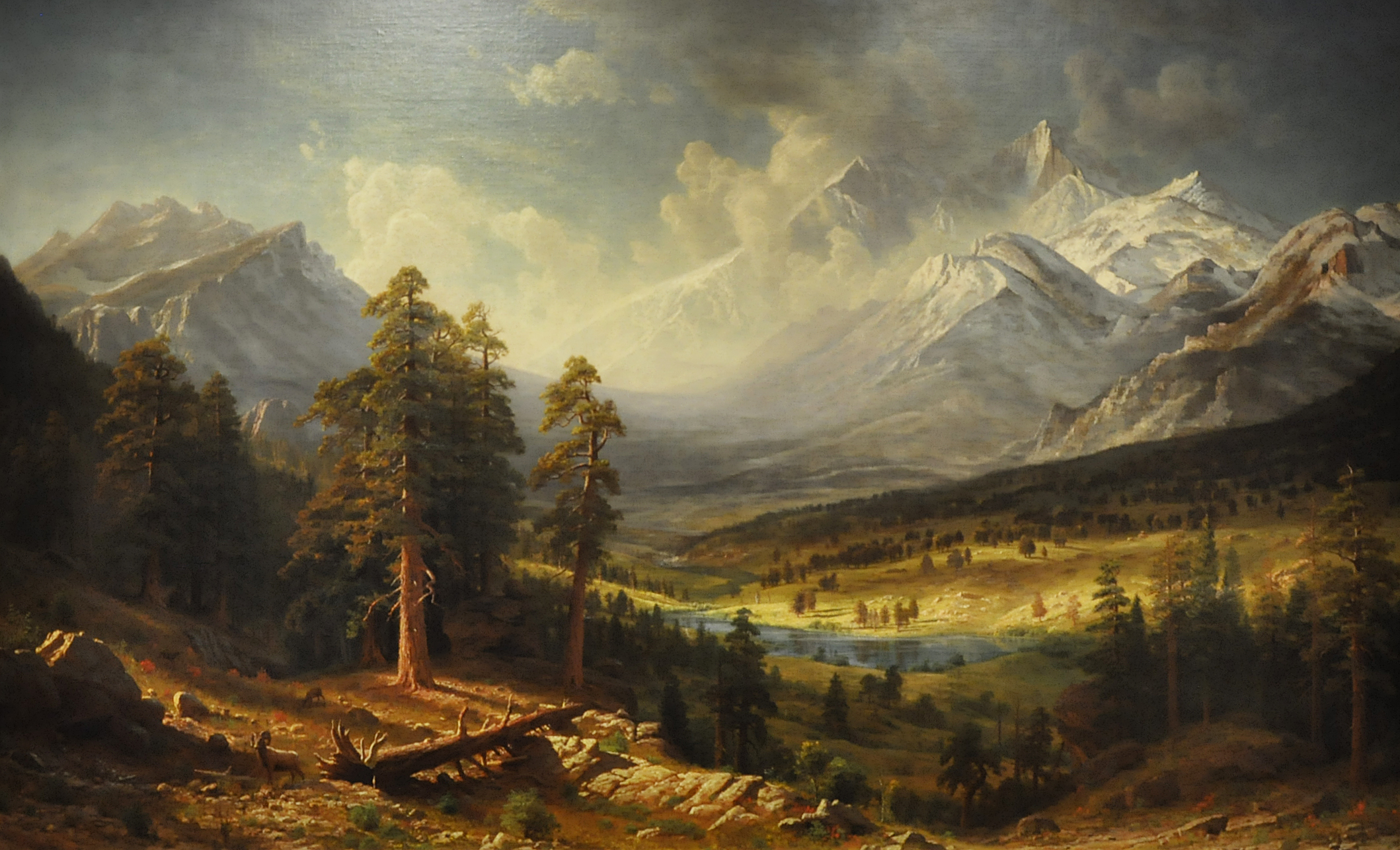
Estes Park (19e eeuw) van Albert Bierstadt in het Denver Art Museum